# Sigurdsristningen
Sigurdsristningen (även Ramsundsristningen och Sö 101) består av en stor runhäll på Ramsundsberget, en berghäll nära Sundbyholm, mellan Jäders och Sundby socknar i Eskilstuna kommun, Södermanlands län. Att den kallas Sigurdsristningen beror på att bildmotivet har hämtats ur sagan om Sigurd Fafnesbane, något som också förekommer i en del andra ristningar i Norden och i England (jämför Sigurdsristningar).
Ristningen begränsas upptill av två djur med drakhuvuden vända utåt, sammanbundna vid svansarna i bildens mitt, utan runor. Djuret nedan, som innehåller skriftens alla runor, delar sitt huvud med draken ovanför, medan kopplet är öppet vid dess egen svans på motivets motsatta sida.

## Bilderna
Utrymmet mellan drakarna är fyllt med bilder (en ligger utanför) som korresponderar med Sagan om Sigurd Fafnesbane i dess nordiska form, så som den sammanfattas i Snorres Edda. Sagan är spridd i olika former över den germanska världen och måste, vilket stenen bevisar, varit välbekant även i Sverige.
Bildgruppen visar en kort händelse i Sigurds liv, samtidigt som den pekar både bakåt och framåt i sagan.
Den centrala scenen är: Sigurd sitter naken vid elden (1) och steker drakhjärtat åt sin fosterfader Regin som är Fafnes bror (och ännu ligger sovande i närheten). Med denna tjänst böter han för Fafnes död. Hjärtat är inte färdigstekt, när Sigurd känner efter bränner han tummen och får den blodig. Tummen stoppar han i munnen, och drakblodet gör att han genast förstår fåglarnas språk, vänder om sig och lyssnar. 

Sigurdsristningen vid Ramsund, Sundbyholm, Södermanlands runinskrifter 101

Fåglarna i trädet (2) säger att Regin inte tänker hålla sitt löfte om förlikning och ämnar döda Sigurd, som då slår huvudet av honom. 
Här gör bildföljden ett hopp framåt i tiden: Regin (3) ligger redan död bredvid sitt huvud och Sigurds häst Grane (4) är redan lastad med Fafnes guld. Spridd kring Regin ligger verktyg – hammare, blåsbälg, städ och tång – som visar att Regin var smeden som reparerade Sigurds nedärvda svärd Gram.
Ett hopp bakåt i tiden visar Sigurd, då i rustning (5), nedanför Fafne. Han hade gjort sig, på Regins inrådan, en grop på Fafnes väg till vattnet. Nattetid stötte han svärdet nedifrån genom drakkroppen. Meningen var att han genast skulle drunkna i drakblod, men gropen rann över i tid.
Återstår gör bilden av Utter med guldring i munnen (6), som leder till sagans början, där asarna Oden, Höner och Loke är på vandring. Loke gör ett till synes lyckat stenkast och får en fiskande utter samt hans nyss fångade lax till byte. När asarna gästar bonden Hreidmar blir de bundna och hotas till livet: uttern var Hreidmars son i djurhamn. Loke skickas att hämta guld till mansbot som bestäms till så mycket guld som går åt till att täcka utters skinn. Han fångar dvärgen Andvare och pressar av honom allt guld han äger, även den sista ringen. För denna omåttlighet uttalar Andvare en förbannelse över ringen. Utters skinn fylls med guld, sedan övertäcks hela kroppen. Uttergäld blir på så sätt en kenning för guld. Ringen går åt för att täcka ett sista morrhår. Hreidmar delar inte med sig, så hans söner Regin och Fafne slår ihjäl honom, varpå Fafne behåller guldet och bevakar det i en drakes skepnad på Gnitaheden. Regin blir utan och eggar senare sin fosterson Sigurd, den siste Völsungen, att döda Fafne.
Berättelsen är mycket grym – hela släkten, över 20 personer, dödar varandra och endast Gudrun, dotter till Gjukungarnas konung och Sigurds maka, blir kvar.
Både Fafne och hans bror Utter var riktiga människor som kunde byta hamn, men tydligen behöll de djurskepnaden i döden. Övriga i sagan med samma färdighet är dvärgen Andvare, Gunnar Gjukeson och Sigurd själv (dessa kommer att byta skepnad med varandra för att lura Brynhild). Det är därför fel att prata om 'Sigurd drakdödare', Fafnesbane skall det heta. På svenska stavas namnet 'Fafne' utan r i slutet. Ett avslutande r som skrivs med R-runan är en gammal nominativändelse som finns kvar i isländskan. Att kalla Fafne en 'eldsprutande drake' är också fel då fornnordiska drakar spottade etter, en giftig vätska. Fafne behövde inte ens detta utan bar faderns 'skräckhjälm' som höll fiender på avstånd.

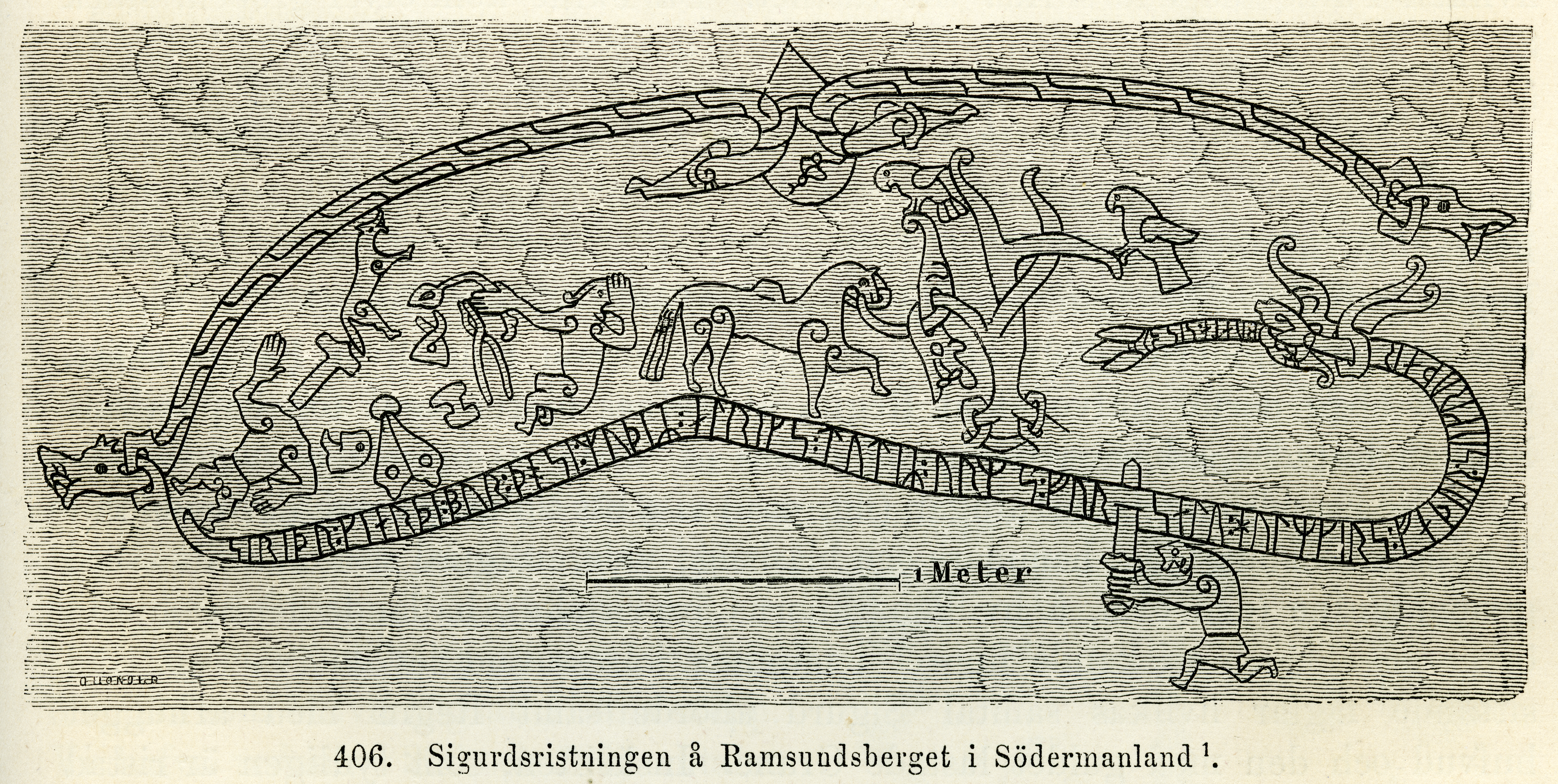
Träsnitt från 1877 av Sigurdsristningen.

## Inskriften
Stenens inskrift finns i den nedre drakslingan: 
siriþR kiarþi bur þosi muþiR alriks tutiR urms fur salu hulmkirs faþur sukruþar buata sis.
Vikingatida svenska runor används, 'bro' stavas 'bor'. En ordagrann översättning lyder:
"Sigrid gjorde denna bro, Alriks moder Orms dotter, för själen Holmgers Sigröds fader hennes make."
Rent grammatiskt är det inte möjligt att avgöra, vem Sigrid var gift med. Holmger anges ofta som hennes man, men är troligen hennes svärfar. Hennes man Sigröd lär då vara död, vilket skulle kunna förklara varför hon, en kvinna, bekostar minnesmärket över Holmger.
Vare sig Holmger eller Sigröd är far till Alrik. Detta bekräftas av runsten Sö 106 i Kjula, 8 km söder om Sigurdsristningen, som säger att Alrik Sigrids son reste sten efter sin fader Spjut. 
Vid Bro kyrka i Uppland, ca 6 mil nordöst tvärs över Mälaren, står runsten U 617 som även den nämner Sigröd som Holmgers son.